# Filip Adamović
Filip Adamović (Belgrado, 15 dicembre 1988) è un cestista bosniaco.

## Palmarès
- Campionato bosniaco: 2

Igokea: 2012-13, 2018-19
- Campionato rumeno: 2

Asesoft Ploiești: 2013-14
U Cluj: 2016-17
- Campionato bielorusso: 1

Cmoki Minsk: 2017-18
- Coppa di Bosnia ed Erzegovina: 3

Igokea: 2007, 2013, 2019
- Coppa di Romania: 2

U Cluj: 2016, 2017
- Coppa di Bielorussia: 1

Cmoki Minsk: 2018